# Diensteinheit IX
El Diensteinheit IX fue una unidad especial antiterrorista y de carácter secreto, formada por el Gobierno de la República Democrática Alemana (RDA). La unidad dependía directamente de la "Stasi". También era conocida como la 9. Volkspolizei-Kompanie.

## Historia
La Masacre de Múnich de 1972 y el incremento del crimen en las ciudades de la Alemania oriental llevaron a los primeros pasos para la creación de unidades especiales de policía en la República Democrática Alemana (RDA). A mediados de los años 70, con el establecimiento en la Alemania occidental del GSG 9 y de los Spezialeinsatzkommandos (SEK), el gobierno de la RDA inició la creación de una unidad similar. Dado que en la Alemania oriental de entonces no existía ninguna unidad especial comparable, esta tuvo que ser creada a partir de cero y a través de los informes de inteligencia sobre las unidades de fuerzas especiales en Occidente. Así, la primera unidad del Diensteinheit IX fue creada en 1973 con unidades provisionales, y ya de forma definitiva en 1974, participando en la seguridad de la Feria de Leipzig como primera actuación.
La unidad respondía directamente ante la dirección del Ministerio para la Seguridad del Estado (Stasi), aunque formaba parte de la Volkspolizei-Bereitschaft del Ministerio del interior. En cada capital de distrito había estacionada una pequeña subunidad de las fuerzas especiales, aunque su presencia era secreta.
Después de la reunificación alemana en 1990, muchos de los antiguos miembros del Diensteinheit IX se integraron en los Spezialeinsatzkommando (SEK) de la antigua Alemania occidental, pasando a operar tanto en los SEK de Mecklemburgo-Pomerania Occidental como en los de Sajonia-Anhalt.